# Cornel Râpă
Cornel Râpă (n. 16 ianuarie 1990, Galați, România) este un fotbalist român care în prezent joacă pentru UTA Arad.

## Carieră

### Echipe de club
A debutat pentru Oțelul Galați în Liga I pe 23 noiembrie 2008, la doar 18 ani, într-un meci pierdut împotriva echipei FC Argeș Pitești. A strâns un total de 118 partide în tricoul gălățenilor, câștigând Liga I în sezonul 2010-2011, printre care și 5 partide în grupele Champions League, într-o grupă cu Manchester United, Benfica și Basel. Râpă a sosit în pauza competițională din iarna sezonului 2012-2013 la echipa Steaua București, pentru suma de 50.000 de euro, aflându-se în ultimele 6 luni de contract cu Oțelul. A debutat la scurt timp de la venirea sa, în 16-zecimile UEFA Europa League contra olandezilor de la Ajax Amsterdam, partidă terminată cu scorul de 2-0 pentru Ajax. Râpă nu s-a adaptat la Steaua, fiind titularizat în doar 14 meciuri în primele două sezoane pentru Steaua. În sezonul 2014-15, sub comanda antrenorului Costel Gâlcă, Râpă a jucat 33 de meciuri pentru Steaua, dintre care 16 în campionat. În play-off-ul pentru grupele Ligii Campionilor, Râpă a ratat lovitura de departajare decisivă împotriva bulgarilor de la Ludogorets. La începutul sezonului 2015-16, Râpă și-a câștigat locul de titular în echipa Stelei, loc pe care și l-a pierdut odată cu revenirea lui Reghecampf.

### Echipa națională
Râpă a jucat pentru toate categoriile de vârstă ale naționalei României, iar la data de 17 noiembrie 2010 a disputat primul meci în tricoul echipei naționale a României, fiind titular într-un amical împotriva Italiei. Între 2010 și 2011 a jucat 5 meciuri pentru România, după care a dispărut din vederile selecționerilor.

## Titluri
Oțelul Galați
- Liga I (1): 2010-2011[6]
- Supercupa României (1): 2011

Steaua București
- Liga I (3): 2012-2013,[7] 2013-2014, 2014-2015
- Cupa României (1): 2014-2015
- Supercupa României (1): 2013
- Cupa Ligii (2): 2014-2015,[8] 2015-2016

## Statistici
| Echipǎ           | Sezon        | Campionat | Campionat | Cupǎ    | Cupǎ   | Cupa Ligii | Cupa Ligii | Cupele Europene | Cupele Europene | Altele  | Altele | Total   | Total  | Total |
| Echipǎ           | Sezon        | Meciuri   | Goluri    | Meciuri | Goluri | Meciuri    | Goluri     | Meciuri         | Goluri          | Meciuri | Goluri | Meciuri | Goluri |       |
| ---------------- | ------------ | --------- | --------- | ------- | ------ | ---------- | ---------- | --------------- | --------------- | ------- | ------ | ------- | ------ | ----- |
| Oțelul II Galați | 2008–09      | 14        | 0         | 0       | 0      | -          | -          | -               | -               | -       | -      | 14      | 0      |       |
| Total            | Total        | 14        | 0         | 0       | 0      | -          | -          | -               | -               | -       | -      | 14      | 0      |       |
| Oțelul Galați    | 2008–09      | 9         | 0         | 0       | 0      | -          | -          | -               | -               | -       | -      | 9       | 0      |       |
| Oțelul Galați    | 2009–10      | 32        | 0         | 0       | 0      | -          | -          | -               | -               | -       | -      | 32      | 0      |       |
| Oțelul Galați    | 2010–11      | 33        | 1         | 1       | 0      | -          | -          | -               | -               | -       | -      | 34      | 1      |       |
| Oțelul Galați    | 2011–12      | 30        | 0         | 2       | 0      | -          | -          | 5               | 0               | 1       | 0      | 38      | 0      |       |
| Oțelul Galați    | 2012–13      | 14        | 0         | 2       | 0      | -          | -          | -               | -               | -       | -      | 16      | 0      |       |
| Total            | Total        | 118       | 1         | 5       | 0      | -          | -          | 5               | 0               | 1       | 0      | 129     | 1      |       |
| Steaua București | 2012–13      | 8         | 0         | 0       | 0      | -          | -          | 4               | 0               | -       | -      | 12      | 0      |       |
| Steaua București | 2013–14      | 6         | 0         | 3       | 0      | -          | -          | 0               | 0               | 0       | 0      | 9       | 0      |       |
| Steaua București | 2014–15      | 16        | 0         | 5       | 0      | 3          | 0          | 8               | 1               | 1       | 0      | 33      | 1      |       |
| Steaua București | 2015–16      | 16        | 1         | 2       | 0      | 0          | 0          | 1               | 0               | 1       | 0      | 19      | 1      |       |
| Total            | Total        | 46        | 1         | 10      | 0      | 3          | 0          | 13              | 1               | 2       | 0      | 74      | 2      |       |
| Career Total     | Career Total | 178       | 2         | 15      | 0      | 3          | 0          | 18              | 1               | 3       | 0      | 217     | 3      |       |

Actualizate pe 28 februarie 2016